# 瓦岗镇 (汤阴县)
瓦岗镇，是中华人民共和国河南省安陽市汤阴县下辖的一个乡镇级行政单位。原为瓦岗乡，2023年8月16日，撤乡设镇。
瓦岗镇位于汤阴县城东南部，因瓦岗村形如坐落在瓦脊之上而得名。东为五陵镇，南为浚县屯子镇，西为伏道镇、北为菜园镇。

## 行政区划
瓦岗镇下辖以下地区：
瓦岗村、李五屯村、大寒泉村、岳营村、马岗村、西柳圈村、东柳圈村、南寒泉村、冯村、龙虎村、小元村、邶城村、夏庄村、辛庄村、郑家屯村、苏庄村、东江窑村、大江窑村和南里于村。

## 交通
2023年11月29日正式通航的安阳红旗渠机场位于瓦岗镇。